# Avenida Santos Dumont
La Avenida Santos Dumont es una de las principales arterias viales de la ciudad de São Paulo, Brasil. Se inicia en la Marginal Tietê y termina en la Avenida Brás Leme siguiendo el trazo de la Avenida Tiradentes. Forma parte parcialmente del Corredor Norte-Sul de la ciudad junto con las avenidas 23 de Mayo, Prestes Maia y Tiradentes.  La avenida, que une el distrito de Bom Retiro con el barrio de Santana, fue nombrada en honor de Alberto Santos Dumont.